# Mimotettix curticeps
Mimotettix curticeps är en insektsart som beskrevs av Kae Kyoung Kwon och Lee 1979. Mimotettix curticeps ingår i släktet Mimotettix och familjen dvärgstritar. Inga underarter finns listade i Catalogue of Life.